# Лавренко Євген Михайлович
Євге́н Миха́йлович Лавре́нко (* 11 (23) лютого 1900, Чугуїв, нині Харківської області — † 18 липня 1987, Ленінград) — радянський геоботанік і ботаніко-географ, академік АН СРСР (1968; член-кореспондент 1946).

## Біографія
Закінчив природниче відділення Харківського університету (1922). Тут він вступає у природоохоронну організацію — Харківське товариство любителів природи, очолюване піонером охорони природи В. І. Талієвим.
З 1921 до 1928 працював у Харківському ботанічному саду, з 1926 до 1929 — в Харківському інституті охорони природи, з 1929 — в Харківському сільськогосподарському інституті, з 1931 — професор цього інституту; з 1934 — в Ботанічному інституті АН СРСР.

## Громадська діяльність
Євген Михайлович Лавренко брав участь в організації заповідників «Хомутовський степ», «Михайлівська цілина», охорони унікального дендропарку в Кременчуці.
У 1957 р. він очолює групу відомих радянських вчених (В. Г. Гептнер, С. В. Кириков, О. М. Формозов та ін.) з розробки плану географічної мережі заповідників СРСР, який був опублікований в 1958 р. в бюлетені «Охорона природи і заповідна справа в СРСР». Попри те, що деякі пропозиції вчених так і не були втілені в життя, ця праця дала великий поштовх у розвитку заповідної справи в СРСР.
Вчений неодноразово виступає на захист заповідників. У травні 1972 р., разом з іншими вченими, він пише листа до ЦК КПУ з пропозицією передати Асканію-Нова з ведення ВАСГНІЛ до АН УРСР.
10 років очолював Всесоюзне ботанічне товариство(з 1963 до 1973).

## Наукова діяльність
Основні праці по рослинності степів і пустель СРСР, МНР і частково КНР (географія та екологія окремих видів, типологія рослинності, ботаніко-географічні закономірності). Розробив зональний і провінційний поділ степів і пустель Євразії і Північної Африки. Низка робіт присвячені районуванню, картографуванню рослинності (карти світу, окремих материків, СРСР в цілому і його окремих частин) і загальних питань біогеоценології (ввів поняття про фітогеосферу як частину біосфери).
Досліди з районування й картування рослинності, нова класифікація степової рослинності СРСР; численні праці з геоботаніки України, зокрема про степи й болота. «Нарис рослинності України» (в зб. «Ґрунти України», 1930), «Леґенда до карти рослинності УРСР» (1938 разом з Ю. Клеоповим), «История флоры и растительности СССР по данным современного распространения растений» в кн. «Растительность СССР» (1938), «Степи СССР» (там же, т. 2, 1940) й ін.

## Нагороди
Двічі удостоєний премії АН СРСР ім. В. Л. Комарова (1950, 1963). Нагороджений 2 орденами Леніна, орденом Вітчизняної війни 2-го ступеня та медалями.